# La Relève (journal)
Pour les articles homonymes, voir La Relève.
La Relève est un journal hebdomadaire francophone gratuit distribué à Boucherville et dans la plupart des municipalités de la MRC Marguerite-d'Youville, notamment Varennes et Sainte-Julie. Anciennement distribué dans le Publisac, il est désormais disponible en ligne et dans 175 points de dépôts.
La Relève est une propriété de Gravité Média, qui possède aussi Le Courrier du Sud, Le Reflet, Le Soleil de Châteauguay et Le Journal Saint-François, ainsi que le média économique en ligne L'Information d'affaires d'ici.

## Histoire
La Relève a été fondé en 1987 à Boucherville par Charles Desmarteau père, un entrepreneur bien connu de la région. M. Desmarteau s'est ensuite associé à son ami Jean-Claude Messier, propriétaire du Groupe Messier. Cette dernière entreprise deviendra propriétaire du journal, mais La Relève est demeurée dans le giron de la famille Desmarteau. D'ailleurs, Charles Desmarteau fils en est devenu l'éditeur en 2001.
Le journal La Relève est demeuré indépendant à travers les années, évitant les transactions qui ont vu la grande majorité des journaux de la Rive-Sud et de l'ensemble du Québec passer à Québecor ou à TC Media ou même aux deux avant d'être revendus à des intérêts locaux. Le Groupe Messier a toutefois vendu La Relève à Gravité Média en 2023.
La Relève couvre l'actualité locale, y compris la politique, le développement urbain, la justice et les faits divers, la culture, ainsi que d'autres sujets.